# (541982) Grendel
(541982) Grendel  es un asteroide perteneciente al cinturón de asteroides, descubierto el 16 de marzo de 2012 por Krisztián Sárneczky y S. Kürti desde la Estación Piszkéstető, en Hungría.

## Designación y nombre
(541982) Grendel se designó inicialmente como 2012 FF87.
Más adelante fue nombrado en honor a Lajos Grendel (1948–2018) quien fue un escritor y profesor universitario eslovaco-húngaro contemporáneo. Sus novelas describieron la vida y los problemas de la minoría húngara en Eslovaquia.

## Características orbitales
(541982) Grendel orbita a una distancia media del Sol de 2,594 ua, pudiendo acercarse hasta 1,845 ua y alejarse hasta 3,343 ua. Tiene una excentricidad de 0,289 y una inclinación orbital de 29,744° grados. Emplea en completar una órbita alrededor del Sol 1525,89 días.

## Características físicas
Su magnitud absoluta es 17,50. 